# جائزة ريو دي جانيرو الكبرى للدراجات النارية
جائزة ريو دي جانيرو الكبرى للدراجات النارية كانت حدث سباق للدراجات النارية ضمن سباق الجائزة الكبرى للدراجات النارية. انطلقت الجائزة في سنة 1995 إلى أن توقفت في سنة 2004. كانت تقام في حلبة نيلسون بيكيه الدولية. يعتبر فالنتينو روسي هو المتسابق الأكثر فوزا بها، بينما هوندا هي الأكثر فوزا بين المصنعين.

## الفائزون
| مرات الفوز | المتسابق       | الفوز      | الفوز      |
| مرات الفوز | المتسابق       | الفئة      | سنة الفوز  |
| ---------- | -------------- | ---------- | ---------- |
| 6          | فالنتينو روسي  | موتو جي بي | 2002, 2003 |
| 6          | فالنتينو روسي  | 500 سي سي  | 2000, 2001 |
| 6          | فالنتينو روسي  | 250 سي سي  | 1999       |
| 6          | فالنتينو روسي  | 125 سي سي  | 1997       |
| 2          | ميك دوهان      | 500 سي سي  | 1996, 1997 |
| 2          | أوليفييه جاك   | 250 سي سي  | 1996, 1997 |
| 2          | دايجيرو كاتو   | 250 سي سي  | 2000, 2001 |
| 2          | مانويل بوجيالي | 250 سي سي  | 2003, 2004 |